# Scena dell'Inquisizione in Spagna
Scena dell'inquisizione in Spagna (Scène de l'inquisition en Espagne), anche noto come L'autodafé, è un dipinto a olio su tela del pittore francese Gabriel Ferrier, realizzato nel 1879. L'opera fa parte delle collezioni dell'accademia di belle arti di Parigi ed è in deposito presso il museo d'Orsay.

## Storia
Rientrato da poco dal suo soggiorno romano a Villa Medici grazie al premio di Roma, Gabriel Ferrier iniziò questo dipinto, che fu tra gli ultimi a soggetto storico dipinti da lui. Questa tela fu esposta al Salone parigino del 1879 e dopo la fine della mostra fu acquistata dall'istituto di Francia, venendo messa in deposito al castello di Chantilly. Il quadro venne restaurato nel 2015 e venne esposto a Madrid, per poi essere messo in deposito presso il museo d'Orsay.

## Descrizione
La scena ritrae un autodafé (che significa "atto di fede" in portoghese), ossia una cerimonia pubblica nella quale l'Inquisizione, in particolare quella spagnola, puniva o condannava a morte la gente ritenuta eretica, spesso tramite il rogo. Tre uomini, due carnefici e un domenicano, circondano una giovane donna a torso nudo e la legano a una pira situata su un basamento di pietra, rialzato rispetto al livello del suolo. Un boia ha in mano una fiaccola con la quale sta per bruciare la pira. La donna spaventata, il cui corpo candido contrasta con le vesti marroni dei carnefici, incontra con il proprio sguardo il religioso con il volto coperto da un cappuccio (anche se quest'ultimo elemento riguardo la figura dei boia è un'invenzione ottocentesca). Il cielo azzurro con qualche nuvola fa da sfondo all'autodafé che sta per avere luogo.